# Veules
Pour les articles homonymes, voir Veules (homonymie).
La Veules (ou Veulles) est le fleuve côtier de France ayant le cours le moins long,.
Elle arrose la commune de Veules-les-Roses, dans le département de Seine-Maritime, et se jette dans la Manche.
De nombreux moulins jalonnaient ses rives et les habitants y cultivaient du cresson commercialisé à Paris.

## Hydronymie

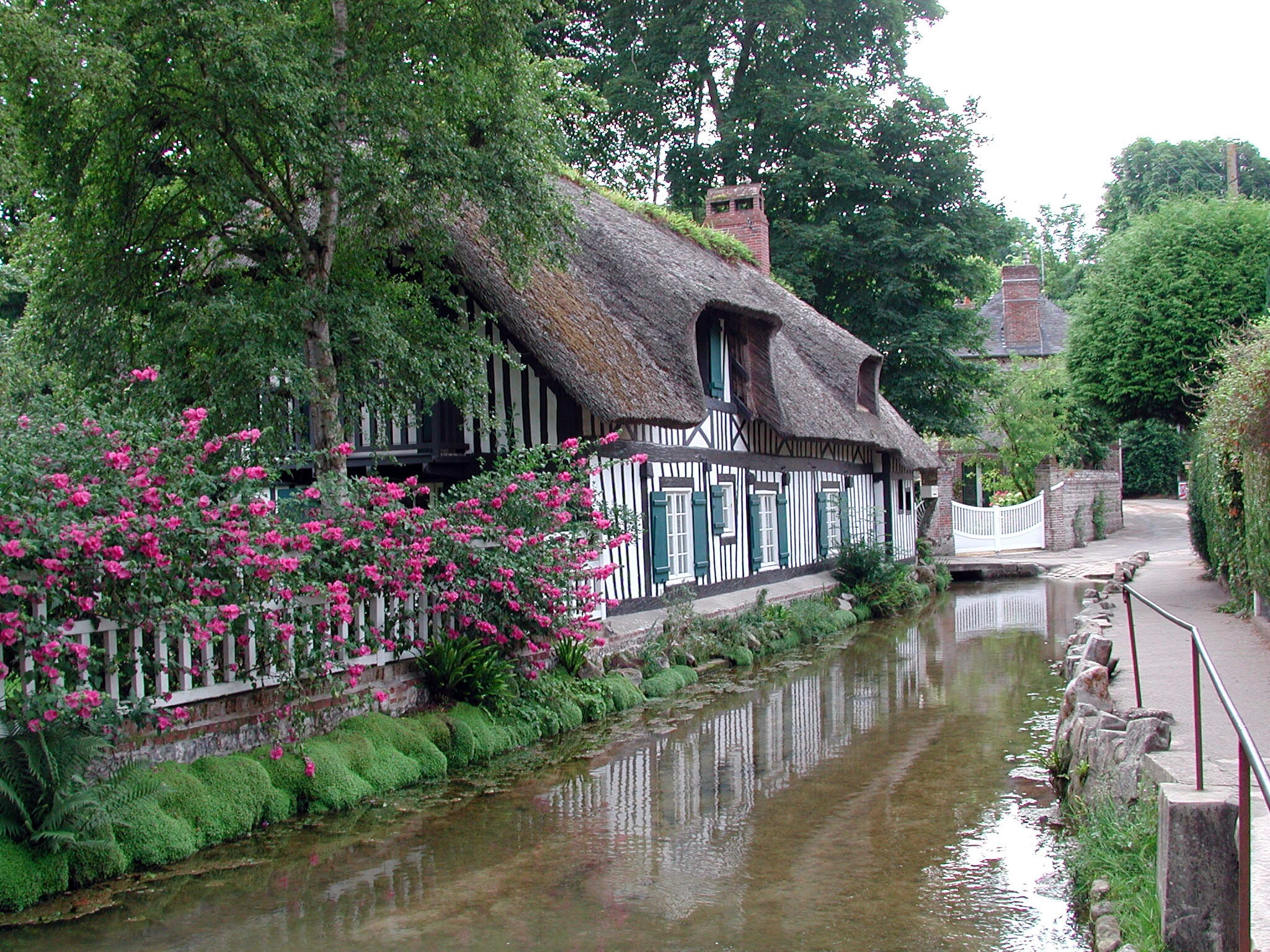
Photo prise de l'abreuvoir où coule "la Veules" à Veules-les-Roses (76-France).

Le nom de la Veules est mentionné pour la première fois sous la forme Wellas en 1025.
Il s'agit du nominatif pluriel de l'appellatif toponymique vieil anglais wella / wiella (thème en -a) signifiant « source, fontaine, cours d'eau » comme les Wells d'Angleterre, croisé avec le vieux norrois vella de sens proche. Ces pluriels anglais en -s sont rendus dans les textes rédigés en latin médiéval par un accusatif pluriel féminin (cf. rosa > rosas, d'où *Toptas > Tostas > Tôtes, Tostes, etc.), alors qu'on attendrait un ablatif-locatif qui explique les formes en -s de nombreux toponymes de l'hexagone.
Le même appellatif se retrouve dans les Elbeuf de Seine-Maritime, jadis nommés Wellebuoht ; Wellebotum et Wellebof, tous situés au bord d'une rivière et dans Rouelles (Le Havre) (Rodewella 1035), similaire aux Rothwell anglais. Ces toponymes datent de l'implantation des Anglo-Scandinaves au Xe siècle.
La Veules a donné son nom à la commune de Veules-les-Roses. Une autre commune à l'ouest de la centrale nucléaire de Paluel possède également un nom similaire : Veulettes-sur-Mer.

## Géographie

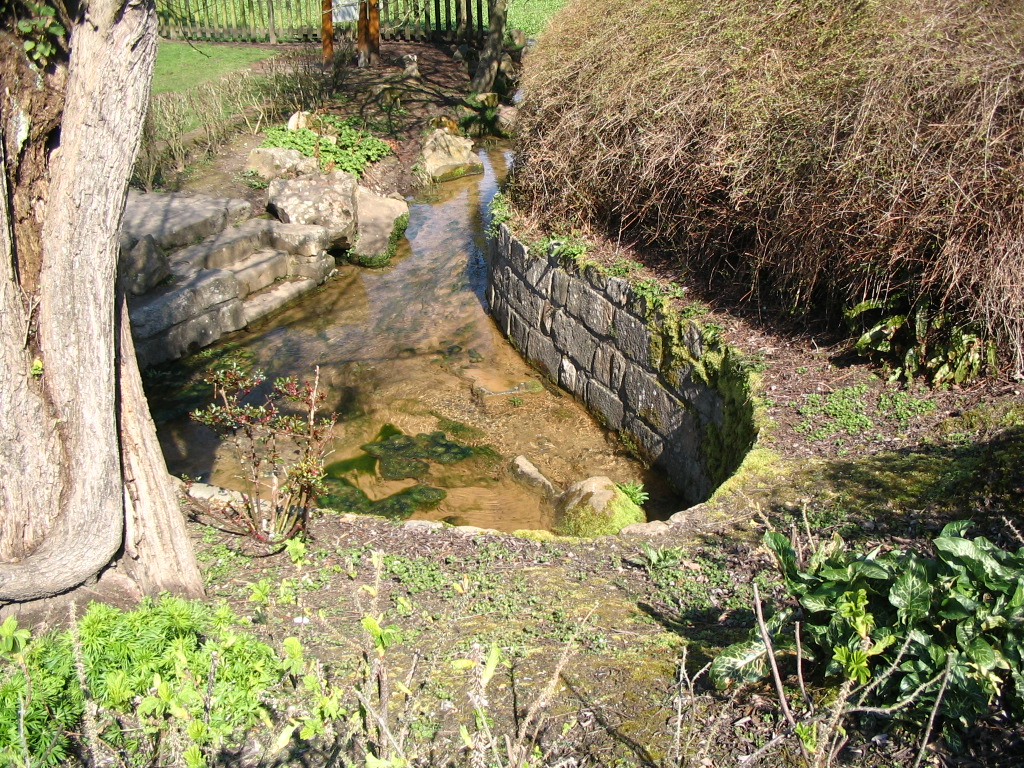
Les sources.

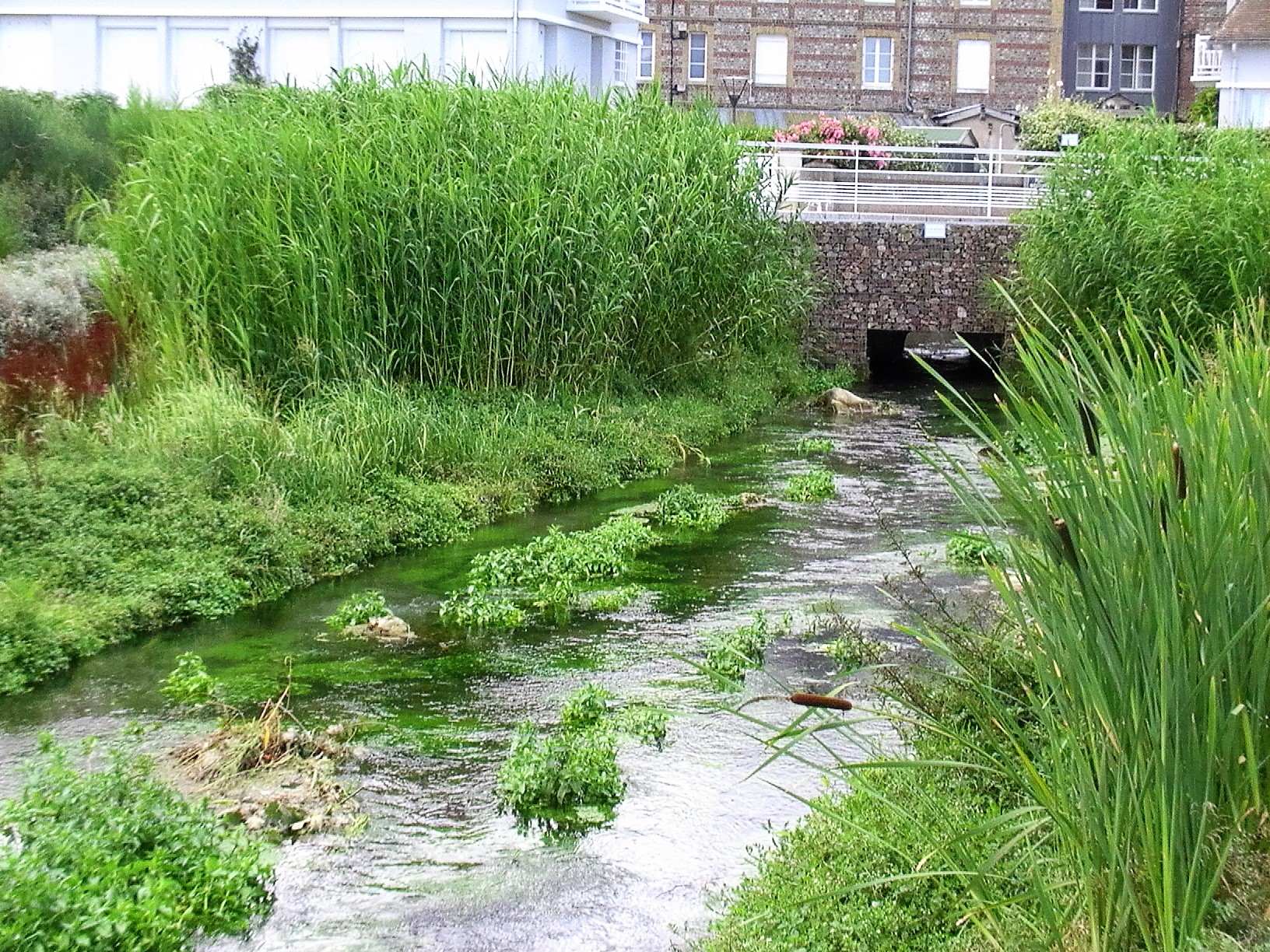
Aménagement terminal avant la mer.

Le cours de la Veules est tout entier situé sur le territoire de la commune de Veules-les-Roses, dans le canton de Saint-Valery-en-Caux en Seine-Maritime, arrondissement de Dieppe, département de la région Normandie. Sa source est localisée à 20 mètres d'altitude environ au nord du lieu-dit la Cavée d'Iclon et son embouchure se situe sur la plage de la commune, à l'ouest de l'ancien blockhaus.
Son cours est très limité puisqu'il se réduisait à 1 195 mètres selon des données datant de 2012. Après des travaux d'aménagement achevés en 2013, le cours de la Veules a été réduit de quelques dizaines de mètres, la longueur actuelle du cours d'eau s'établit désormais à 1 149 mètres.

### Bassin versant
Le bassin versant de la Veules se réduit à une superficie de 24 km2 selon la Direction régionale de l'Environnement, mais d'autres organismes, comme l'Agence de l'eau Seine Normandie, lui accordent une aire de 30 km2 étendant la zone sur le territoire des communes de Veules-les-Roses et de Sotteville-sur-Mer. Le bassin couvre un périmètre de 7 km de long pour 5,5 km de large, le fleuve s'écoule, selon une pente moyenne de 0,7 %, dans une vallée de 150 m de largeur.

## Affluent
Étant donné sa faible longueur, la Veules ne compte pas d'affluent référencé.

### Rang de Strahler
Le nombre de Strahler de la Veules est donc de un.

## Hydrologie
La Veules possède un débit moyen de 0,52 m3/s non négligeable pour un cours d'eau de cette longueur, ce dernier est surtout considéré comme le plus régulier de Normandie avec un débit d'étiage limité à 0,48 m3/s. Cette régularité est liée au fait que l'essentiel de l'alimentation du fleuve provient de la nappe de la craie dont il constitue une des résurgences. La commune de Veules-les-Roses abrite une station qualité des eaux de surface à 6 mètres d'altitude.
Son régime hydrologique est dit pluvial océanique.

## Histoire
C’est à partir du XVIIe siècle que les habitants de Veules-les-Roses (qui s’appela Veules-en-Caux jusqu'en 1897) utilisèrent le petit cours d’eau à des fins économiques. Une dizaine de moulins furent édifiés (un tous les 100 mètres) pour moudre le blé et le colza dont on extrayait l’huile, pour fouler le lin fournissant ainsi la matière première aux ateliers de tisserands. Dès le XIIIe siècle, il existait, à l’embouchure de la Veules, un moulin de mer qui fonctionnait grâce à un bassin fermé par une porte à marée haute et que l'on ouvrait à marée descendante. À sa source, les habitants cultivaient le cresson, plante aquatique par excellence, commercialisé à Paris. Au XIXe siècle, l'activité des moulins déclina en même temps que le village devenait un lieu de villégiature pour le milieu intellectuel parisien ; Paul Meurice, Alexandre Dumas fils, Jules Michelet firent de fréquents séjours sur les bords du petit fleuve.
Aujourd’hui, le lieu est toujours prisé des touristes qui, après avoir respiré l’air iodé de la Manche, peuvent accomplir d’agréables promenades leur permettant de découvrir quelques-uns des anciens moulins, restaurés avec soin,. Cet attrait des touristes, toujours plus nombreux, a été pris en compte par la commune qui a mis en place des circuits de visites commentées. Ils pourront ainsi goûter « le charme du plus petit fleuve de France » chanté par Aurélien Bellanger dans le cadre de sa chronique sur France Culture : « La Conclusion ».

## La Veules en peinture
La Veules a aussi été peinte par le peintre russe Vassili Polenov en 1874, pendant le début de l'impressionnisme ; le tableau est conservé au musée Isaac Brodsky Apartment Museum (ru) à Saint-Pétersbourg.

## Galerie

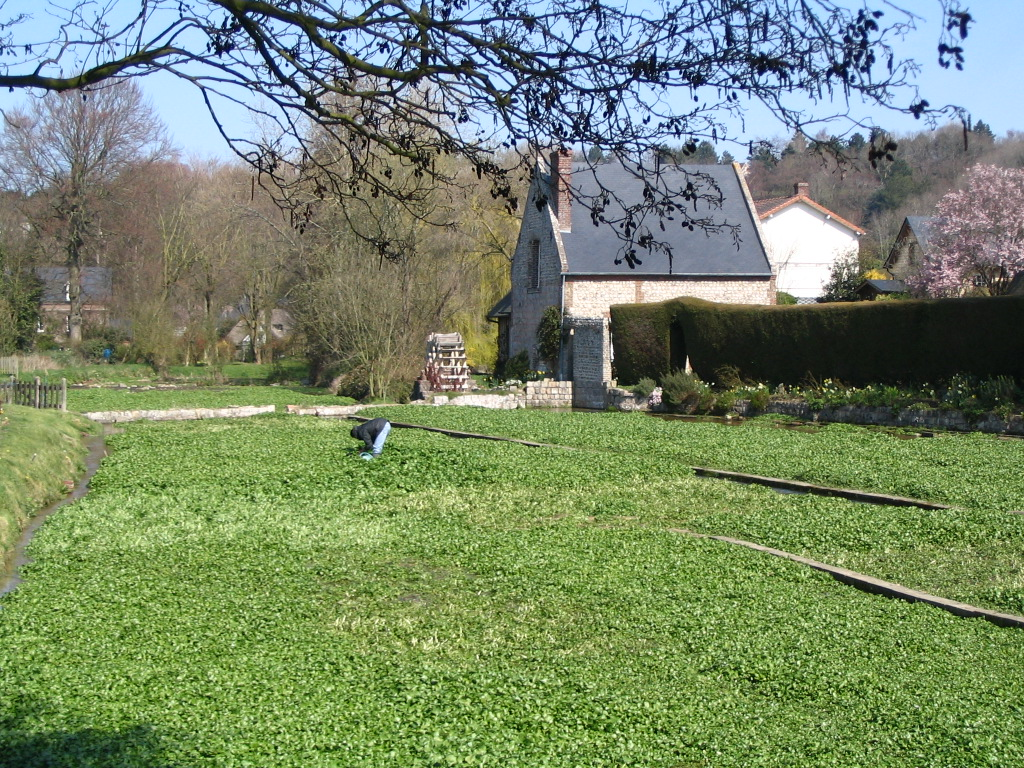
Cressonnière sur la Veules.
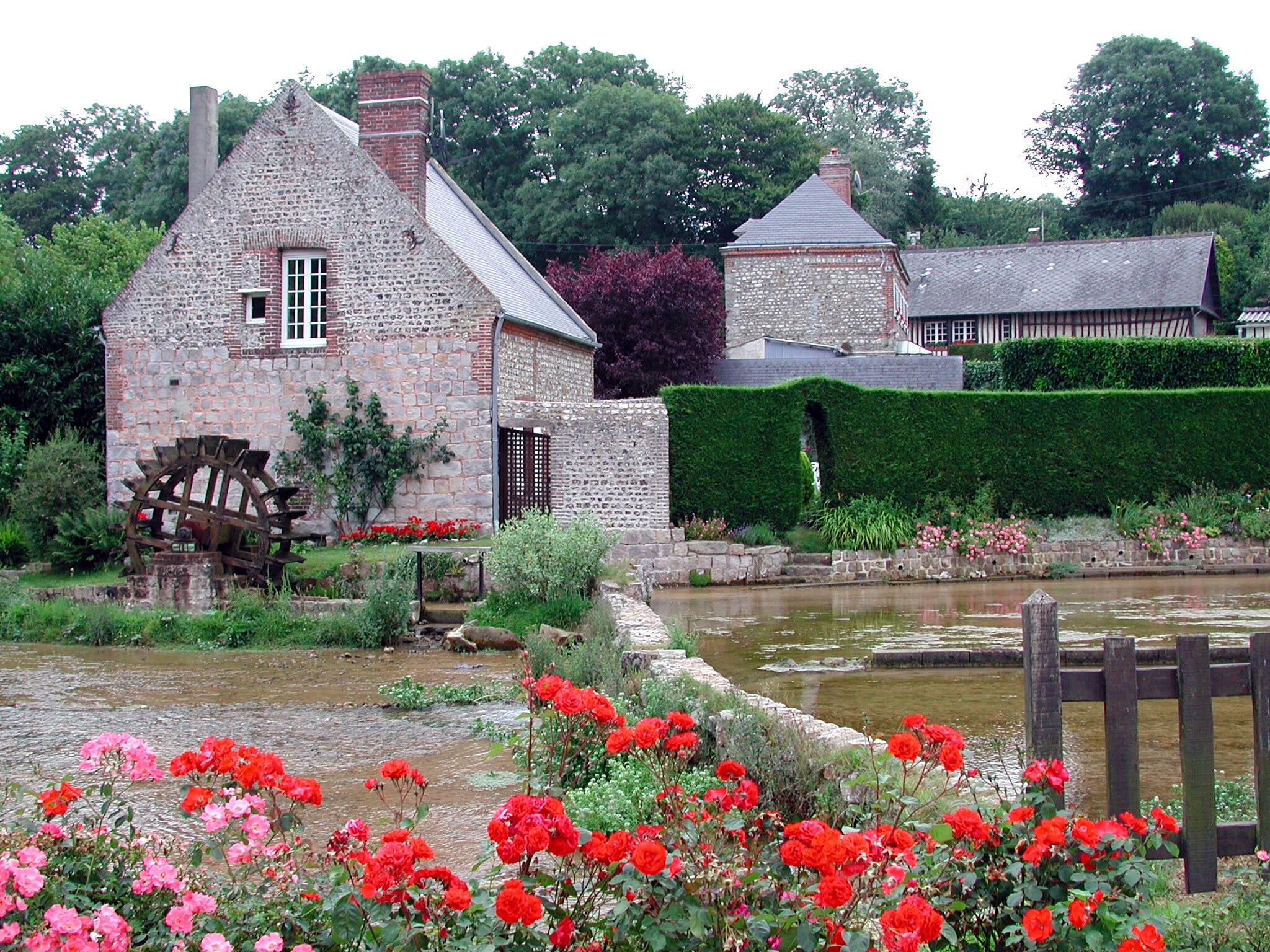
Moulin à eau et cressonnière sur la Veules.
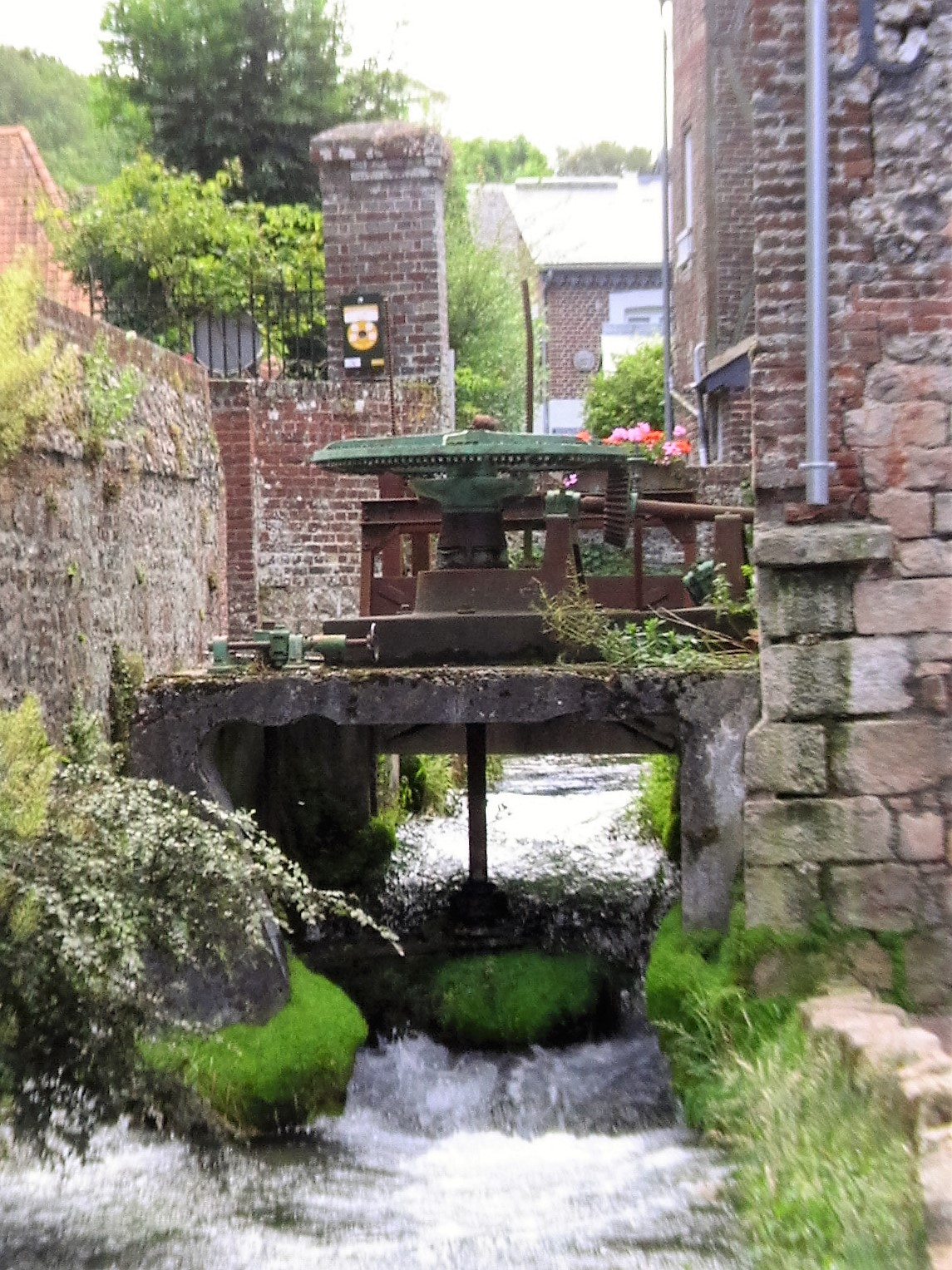
Moulin sur la Veules.
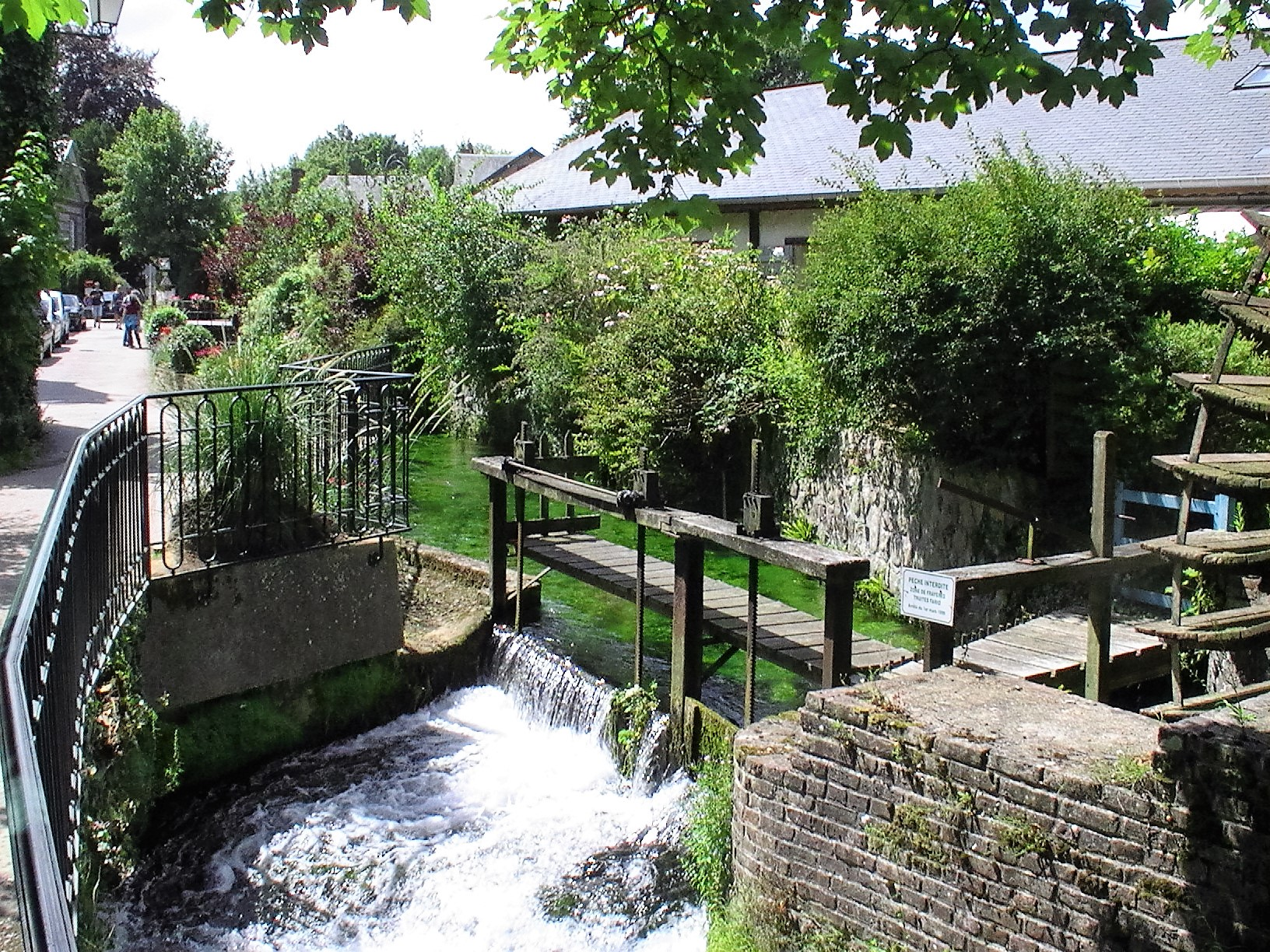
Moulin sur la Veules.
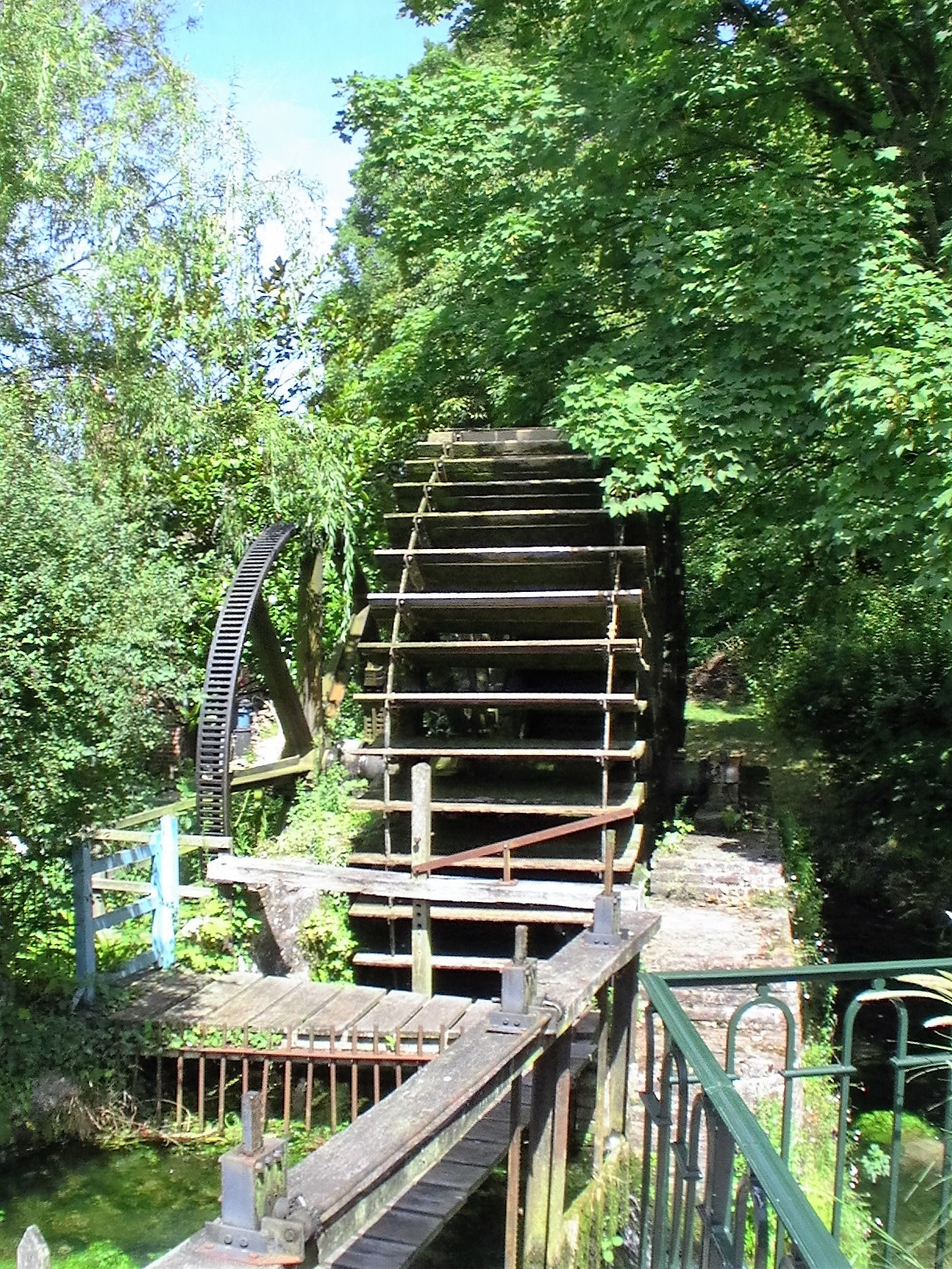
Moulin sur la Veules.
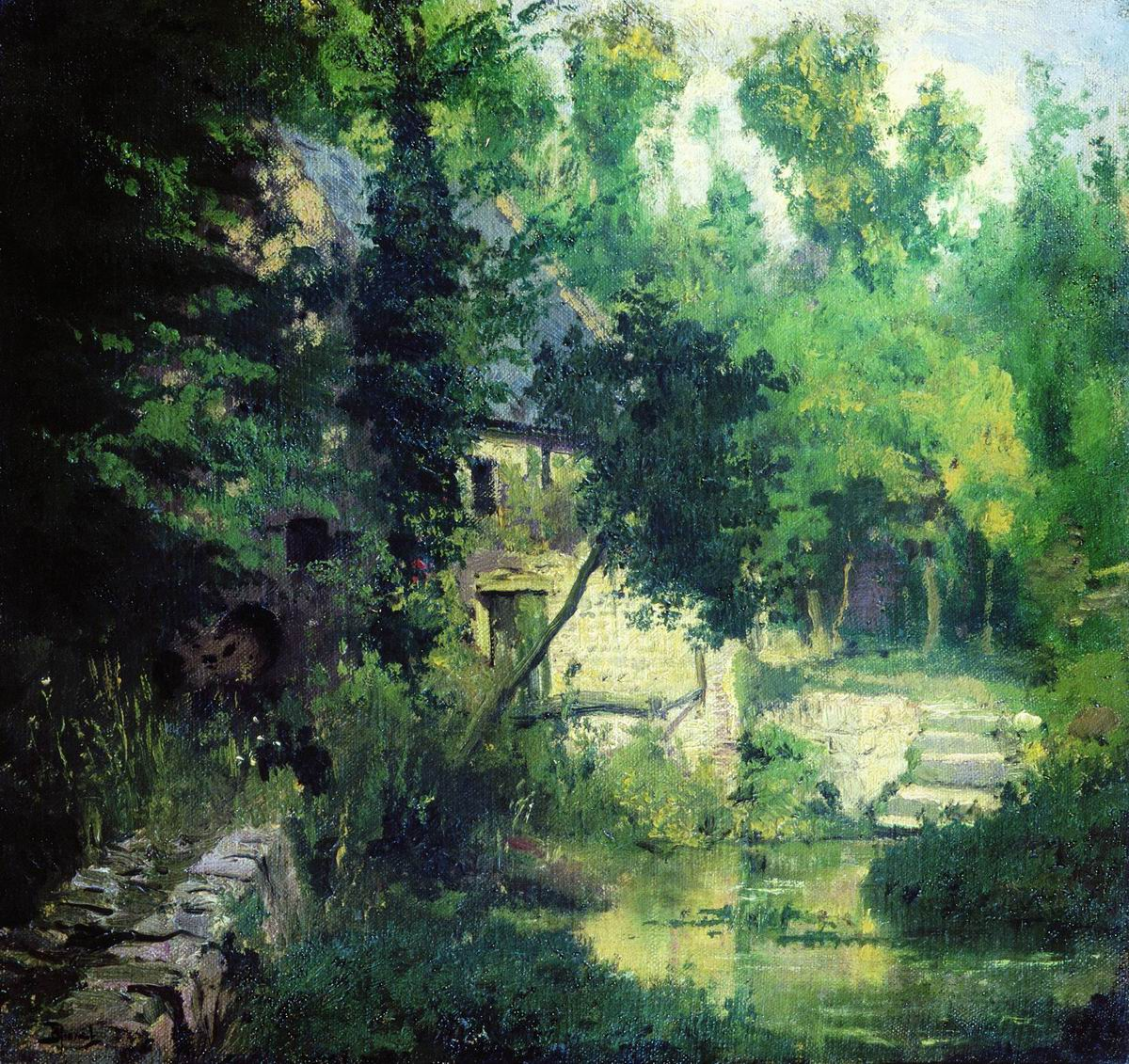
la Veules selon le peintre russe Vassili Polenov.